# Jaora
Jaora (en hindi: जावरा) es una ciudad y un municipio en el distrito de Ratlam en el estado de Madhya Pradesh.
Jaora se localiza en la región de Malwa, entre Ratlam y Neemuch.
Era la capital del principado de Jaora antes de su independencia.
En la celebración del Husayn ibn Ali, cientos de personas de todas partes del mundo visitan el Hussain Tekri.

## Geografía y demografía
En el censo de 2001, Jaora presentó una población total de 63.736 personas.
Los hombres constituyen el 51% de la población, las mujeres 49%.
El índice de analfabetismo es de 38%, menor que la media nacional que es de 40,5%.
El 70% de los hombres y el 54% de las mujeres saben leer y escribir.
En Jaora, 16% de la población tiene menos de 6 años de edad.

## Historia

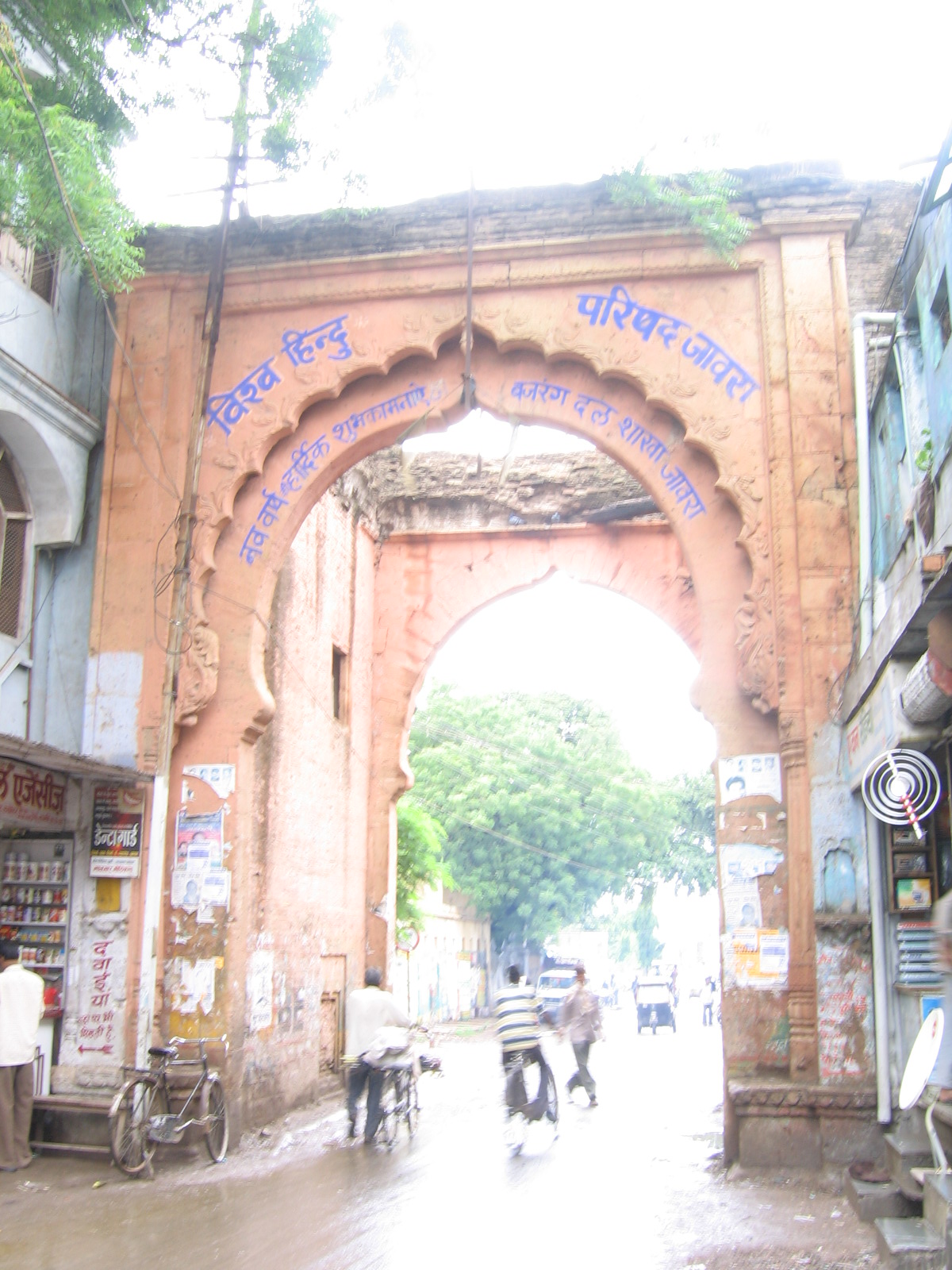
Puerta Ratlami

Jaora fue fundada por 'Abdu'l Ghafur Muhammad Khan, un musulmán de ascendencia afgana. Era oficial de la caballería al servicio de líder pindari Amir Khan. Posteriormente sirvió al Holkar (gobernante superior a los rashás y los maharajás) de Indore, anexando esos territorios a los suyos.
Como retribución a sus servicios, en 1808 se le otorgó el título de nawab.
El estado fue reconocido por el gobierno británico en 1818 por el Tratado de Mandsaur.
El área total de Jaora era de 1741 km². El estado se dividía en cuatro tehsiles: Jaora, Barauda, Tal y Barkhera. Los principales cultivos eran los de mijo, algodón, maíz y opio.
El nawab Muhammad Ismail (gobernante entre 1865 y 1895) fue asesor de honor en el Ejército Británico.
Durante el reino del Nawab Muhammad Iftikhar Ali Khan (gobierno de 1895-1947) Piploda se convirtió en estado independiente (en 1924), y Panth-Piploda se transformó en provincia británica en 1942, conformándose el territorio actual.

## Turismo

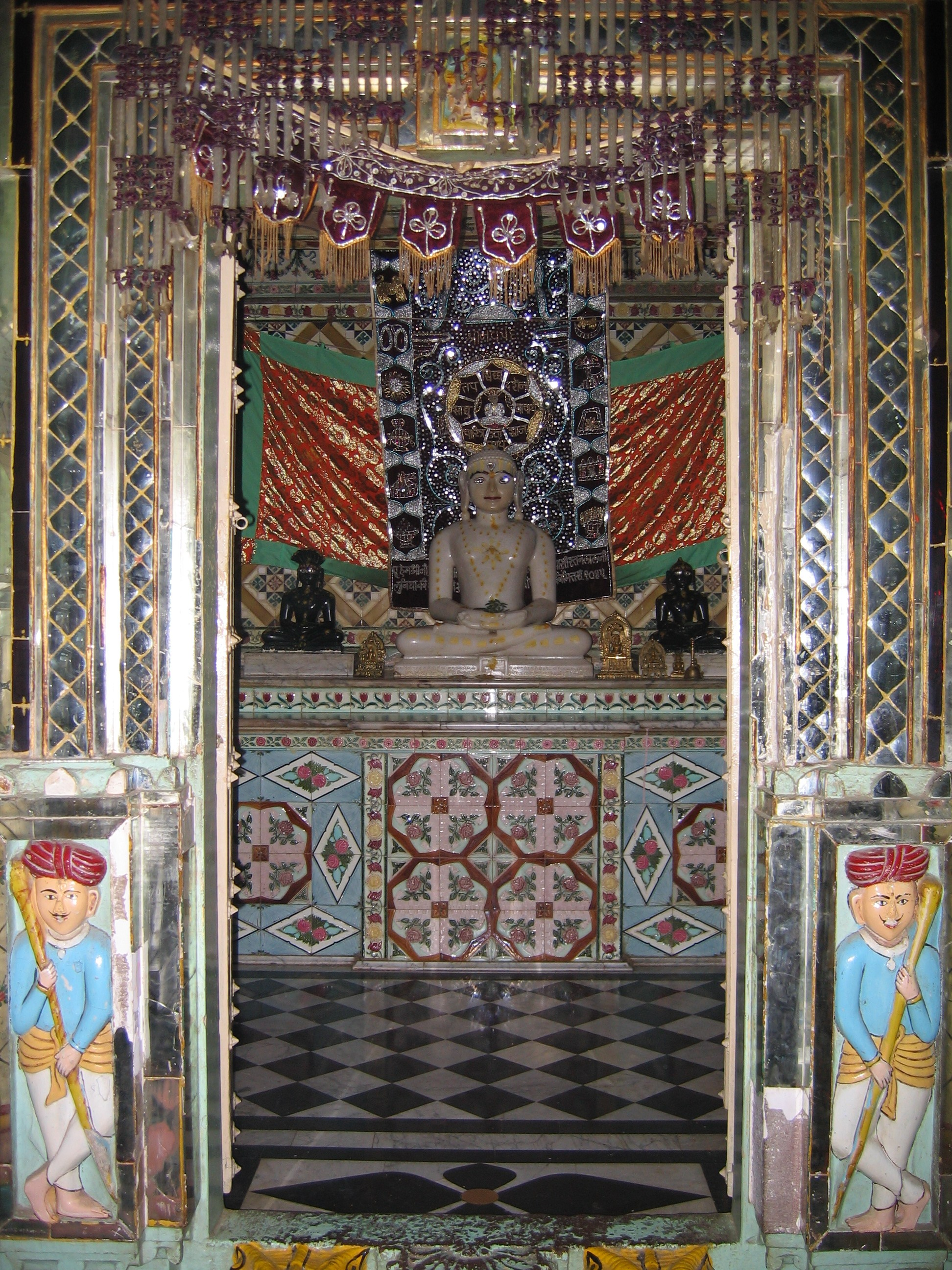
Yaina mandir (templo jaina) en Jaora.

Existen dos parques, llamados Chota Bagicha y Bada Bagicha.
Independientemente de la geografía, existe un gran número de sitios religiosos.
El mundialmente famoso Hussain Tekri, el cual atrae a millones de personas cada año, es muy popular entre varias religiones.
Se cree que visitar el lugar cura las enfermedades, especialmente las mentales.
Existen grandes templos como
el Radha-Krishná (con cerca de 200 años de antigüedad),
el Manchapuran Hanuman,
el Jagnath-Majadev,
el Bada Mandir (de la religión yaina),
Jain Dadawadi (Shree Rajendrasurishwar Ji Maharasaheb) y muchos más.
Las instalaciones educativas y de salud son muy básicas y requieren importantes mejoras.
Sus habitantes no son muy adeptos a las nuevas ideas y la tecnología.